# José A. Barnet
José Agripino Barnet y Vinageras (Barcelona, España, 23 de junio de 1864 – La Habana, Cuba, 23 de junio de 1945) fue un político y diplomático cubano. Fue presidente provisional de Cuba desde el 11 de diciembre de 1935 hasta el 20 de mayo de 1936, asumiendo la jefatura por simple renuncia del presidente Mendieta, del cual Barnet era Secretario de Estado.

## Orígenes y primeros años
José Agripino Barnet y Vinageras nació en la capital catalana, siendo hijos de padres cubanos. Estudió Derecho en la Universidad de La Habana. Vivió en París, Francia entre 1887 y 1902. 
Contrajo matrimonio con Marcela Cleard, con la cual tuvo una hija, Georgina Barnet Cleard, quien se casó a su vez con Henri Vas De Briendt.

## Carrera diplomática
Fue cónsul de Cuba en París, Liverpool, Róterdam y Hamburgo. En 1915, retornó a Cuba para prestar servicios en la Secretaría de Estado. Al año siguiente, regresó a Europa, sirviendo en Alemania y Suiza. También estuvo en Japón y Río de Janeiro.

## Revolución del Treinta
Regresó a Cuba en 1933, tras el derrocamiento de la Dictadura del General Gerardo Machado (1925-1933). Como parte del Gobierno de los Cien Días, el presidente Ramón Grau San Martín (1933-1934) lo nombró Secretario de Estado. 
Posteriormente, en 1934, el nuevo Presidente Carlos Mendieta (1934-1935) lo volvió a nombrar Secretario de Estado. Es durante esta segunda ocasión, que Barnet, siendo Secretario de Estado, debe asumir la Presidencia provisional de la República, tras la renuncia forzada de Mendieta, en diciembre de 1935.

## Presidencia provisional
José A. Barnet asume su cargo en un proceso político bastante confuso y complicado, donde varios presidentes provisionales ya se habían sucedido uno tras otro. Su llegada al poder se produce gracias a la repentina renuncia de Carlos Mendieta, del cual era ministro. 
Sin embargo, Barnet no tenía apenas apoyo entre los principales círculos de la oposición y mucho menos entre el pueblo, que veía cómo se sucedían presidentes y la tal llamada revolución de 1933 no concretaba sus objetivos.
Convocó a elecciones para el año siguiente, por primera vez desde la caída de Gerardo Machado, y en las que sale elegido el antiguo alcalde de La Habana, Miguel Mariano Gómez.

## Últimos años y muerte
En 1936 el presidente Miguel Mariano Gómez lo designó asesor técnico con grado de embajador de la Secretaria de Estado, cargo que ocupó hasta su muerte. 
José Agripino Barnet falleció de causas naturales en La Habana, Cuba, el 19 de septiembre de 1945, a los 81 años de edad.